# 中國四國防衛局
中國四國防衛局（日语：／ Chūgoku Shikoku bōeikyoku */?）是一位於日本廣島縣廣島市中區的防衛省地方防衛局。該局於2007年9月1日由廣島防衛施設局改組而來。
中國四國防衛局下設美保防衛事務所、津山防衛事務所、岩國防衛事務所、高松防衛事務所與玉野防衛事務所。

## 組織
- 職員數：227人（2007年7月1日數據）
- 預算：619億7900万日元（2005年度數據）
- 下轄機關數：5（2007年7月1日數據）

## 所轄機關的所在地與管轄區域
- 中國四國防衛局（本部）

廣島縣廣島市中區上八丁堀6番30号　廣島合同廳舍四號館
管轄廣島縣、岡山縣、島根縣、鳥取縣、山口縣、香川縣、德島縣、愛媛縣與高知縣
- 美保防衛事務所

鳥取縣米子市東町124-16
管轄鳥取縣、島根縣
- 津山防衛事務所

岡山縣津山市小田中1303-9
管轄岡山縣
- 玉野防衛事務所

岡山縣玉野市玉4-1-6立石大廈内
管轄岡山縣、鳥取縣、德島縣（不含板野郡）、香川縣、愛媛縣與高知縣
- 岩國防衛事務所

山口縣岩國市中津町2-15-7
管轄廣島縣（僅限於大竹市）、與山口縣
- 高松防衛事務所

香川縣高松市松島町1-17-33
管轄德島縣、香川縣、愛媛縣與高知縣

## 主要幹部
| 官職名稱         | 階級    | 姓名     | 到任日期      | 前任職務                                  |
| ---------------- | ------- | -------- | ------------- | ----------------------------------------- |
| 中國四國防衛局長 | 技官    | 菅原隆拓 | 2015年10月1日 | 防衛省運用企劃局事態處理課長              |
| 防衛補佐官       | 1等海佐 | 松尾淳   | 2016年1月12日 | 海上幕僚監部人事教育部人事計畫課 募集班長 |

## 外部連結
- 中国四国防衛局（页面存档备份，存于）